# I Love to Love (but My Baby Loves to Dance)
I Love to Love (but My Baby Loves to Dance) è una canzone di Tina Charles di genere disco, prodotta da Biddu e pubblicata nel 1976 dall'etichetta CBS e inserita nell'omonimo album.
Nel 1987 la canzone ha vissuto una seconda giovinezza grazie a un remix eseguito dai The DMC con l'ausilio del campionatore.
Nel 1993 la canzone è stata oggetto di una cover in Italia, venendo ricantata da Anna Maria Di Marco per il programma televisivo Non è la RAI dove veniva interpretata da Emanuela Panatta; questa versione fu inserita nella compilation Non è la Rai sTREnna con il titolo I Love to Love.

## Tracce
7" single
1. I Love to Love — 3:02
2. Disco Fever — 4:12

## Certificazioni
| Paese   | Certificazione | Data              | Vendite certificate |
| ------- | -------------- | ----------------- | ------------------- |
| Francia | Silver         | 1987              | 200.000             |
| Canada  | Gold           | 1º settembre 1976 | 50.000              |

## Classifiche
| Classifica (1976)            | Posizione raggiunta |
| ---------------------------- | ------------------- |
| U.S. Billboard Disco Singles | 2                   |
| Austrian Singles Chart       | 20                  |
| German Singles Chart         | 6                   |
| Irish Singles Chart          | 1                   |
| Norwegian Singles Chart      | 2                   |
| Swedish Singles Chart        | 2                   |
| UK Singles Chart             | 1                   |
| Classifica (1986) 1          | Posizione raggiunta |
| UK Singles Chart             | 67                  |
| Classifica (1987) 1          | Posizione raggiunta |
| French Singles Chart         | 2                   |
| German Singles Chart         | 5                   |
| UK Singles Chart             | 87                  |

1 Remix